# شبکه تحقیقات علوم اجتماعی
شبکه پژوهش‌های علوم اجتماعی (به انگلیسی: Social Science Research Network یا به اختصار SSRN) وب‌گاهی است که به انتشار پژوهش‌های علمی در علوم اجتماعی و علوم انسانی می‌پردازد. در ژانویه ۲۰۱۳ SSRN توسط شبکه ربطه‌بندی مخازن (گروهی تحقیقاتی متعلق به شورای ملی پژوهش اسپانیا)، بالاترین رتبهٔ مخزن با دسترسی باز را دریافت کرد. در ماه مه سال ۲۰۱۶ SSRN توسط الزویر از انتشارات الکترونیک علوم اجتماعی خریداری شد.

## تاریخچه
SSRN در سال ۱۹۹۴ توسط دو اقتصاددان مالی به نام‌های مایکل جنسن و وین مار تأسیس شد.
در ماه مه سال ۲۰۱۶ SSRN توسط الزویر از انتشارات الکترونیک علوم اجتماعی خریداری شد.
در ماه ژوئیه سال ۲۰۱۶ گزارش‌هایی از حذف برخی مقالات از SSRN بدون اطلاع قبلی منتشر شد که بعدتر SSRN دلیل آن را ملاحظات مربوط به حق تکثیر عنوان کرد. گرگ گوردون، مدیر عامل SSRN موضوع را یک اشتباه خواند که روی حدود ۲۰ مقاله تأثیر گذاشته بود.

## عملیات
در اقتصاد و تا حدی در حقوق (به خصوص در زمینه حقوق و اقتصاد) بسیاری از مقالات در حال حاضر برای اولین بار به عنوان پیش‌چاپ در SSRN و/یا در دیگر شبکه‌های توزیع مقالات مانند مقالات پژوهشی در اقتصاد (RePEc) یا bepress قبل از اینکه به یک مجله علمی ارسال شوند منتشر شده‌اند.